# Carolina Challenge Cup 2019
La Carolina Challenge Cup 2018 fue la 15.ª edición de la competición amistosa de pretemporada de fútbol. Se inició el 16 de febrero y finalizó el 23 de febrero.

## Equipos participantes
| Equipo                         | Liga | Participaciones |
| ------------------------------ | ---- | --------------- |
| Charleston Battery (anfitrión) | USLC | 15.ª            |
| Chicago Fire                   | MLS  | 4ª              |
| Columbus Crew                  | MLS  | 6ª              |
| FC Cincinnati                  | MLS  | 1ª              |

## Posiciones
| Equipo             | PJ | PG | PE | PP | GF | GC | Dif. | Pts. |
| ------------------ | -- | -- | -- | -- | -- | -- | ---- | ---- |
| Columbus Crew      | 3  | 1  | 0  | 2  | 5  | 2  | +3   | 5    |
| Chicago Fire       | 3  | 1  | 0  | 2  | 3  | 2  | +1   | 5    |
| FC Cincinnati      | 3  | 1  | 1  | 1  | 3  | 5  | -2   | 4    |
| Charleston Battery | 3  | 0  | 2  | 1  | 2  | 4  | -2   | 1    |

### Resultados
| Fecha                 | Lugar      |                    |                           | Resultado                                                  |                           |               |
| --------------------- | ---------- | ------------------ | ------------------------- | ---------------------------------------------------------- | ------------------------- | ------------- |
| 16 de febrero de 2019 | Charleston | Columbus Crew      | Bandera de Estados Unidos | 1:1                                                        | Bandera de Estados Unidos | Chicago Fire  |
| 16 de febrero de 2019 | Charleston | Charleston Battery | Bandera de Estados Unidos | 1:2 Archivado el 25 de febrero de 2019 en Wayback Machine. | Bandera de Estados Unidos | FC Cincinnati |
| 20 de febrero de 2019 | Charleston | Charleston Battery | Bandera de Estados Unidos | 1:1                                                        | Bandera de Estados Unidos | Columbus Crew |
| 20 de febrero de 2019 | Charleston | FC Cincinnati      | Bandera de Estados Unidos | 1:1                                                        | Bandera de Estados Unidos | Chicago Fire  |
| 23 de febrero de 2019 | Charleston | FC Cincinnati      | Bandera de Estados Unidos | 0:3                                                        | Bandera de Estados Unidos | Columbus Crew |
| 23 de febrero de 2019 | Charleston | Charleston Battery | Bandera de Estados Unidos | 0:1 Archivado el 25 de febrero de 2019 en Wayback Machine. | Bandera de Estados Unidos | Chicago Fire  |

## Goleadores
| Posición | Jugador            | Club               | Goles |
| -------- | ------------------ | ------------------ | ----- |
| 1        | Gyasi Zardes       | Columbus Crew      | 3     |
| 2        | Ian Svantesson     | Charleston Battery | 2     |
| 3        | Fanendo Adi        | FC Cincinnati      | 1     |
| 3        | Fabian Herbers     | Chicago Fire       | 1     |
| 3        | Aleksandar Katai   | Chicago Fire       | 1     |
| 3        | Roland Lamah       | FC Cincinnati      | 1     |
| 3        | Darren Mattocks    | FC Cincinnati      | 1     |
| 3        | Djordje Mihailovic | Chicago Fire       | 1     |
| 3        | Robinho            | Columbus Crew      | 1     |
| 3        | Pedro Santos       | FC Cincinnati      | 1     |